# Microsoft Dynamics AX
Microsoft Dynamics AX (aktualnie Microsoft Dynamics 365 for Finance and Operations) jest zintegrowanym systemem informatycznym wspomagającym zarządzanie, zapewniającym obsługę procesów gospodarczych w przedsiębiorstwie. Według raportu „Magic Quadrant for Midmarket and Tier 2-Oriented ERP for Product-Centric Companies” firmy badawczej Gartner, Dynamics AX jest jednym z liderów wśród systemów ERP z segmentu średnich przedsiębiorstw. Microsoft Dynamics AX zapewnia integrację ze wszystkimi aplikacjami z rodziny Microsoft. Umożliwia to przenoszenie danych pomiędzy nimi oraz umożliwia wizualizowanie danych zawartych w systemie.
Istotne cechy tego systemu to otwartość i elastyczność, które są wynikiem wykorzystania do jego budowy powszechnie zaakceptowanych standardów i interfejsów (Programowanie – MorphX i X++).
System został stworzony przez duńską firmę Damgaard, która połączyła się z firmą Navision wykupionymi następnie przez Microsoft.
Microsoft Dynamics AX umożliwia pracę wszystkich obszarów firmy w jednym narzędziu:
- Finanse
- Środki Trwałe
- Kadry
- Płace
- CRM
- Zakupy
- Sprzedaż
- Kontakty
- Gospodarka magazynowa
- Analizy zarządcze, Portal firmowy i wiele innych
- Integracja z wszystkimi środowiskami Microsoft: SharePoint, MS Office Communication Server
- Wykorzystanie technologii Unified Communication
- Praca zdalna
- Praca z wykorzystaniem urządzeń mobilnych (część funkcji dostępna również off-line)

## Historia
Microsoft Dynamics AX został opracowany dzięki współpracy pomiędzy IBM i duńskim Damgaard Data jako IBM Axapta i została wydana w marcu 1998 r. na rynku duńskim i amerykańskim. IBM zwrócił wszystkie prawa do produktu do Damgaard Data krótko po wydaniu wersji 1.5. Damgaard Data połączyła się z Navision Software A/S w 2000 roku, tworząc NavisionDamgaard, później nazwaną Navision A/S. Firma Microsoft przejęła połączone przedsiębiorstwo w lipcu 2002 r.
We wrześniu 2011 r. Microsoft wydał wersję AX 2012, która została udostępniona i wspierana w ponad 30 krajach i 25 językach.
Najnowsza wersja, została wydana w lutym 2016 r., zniosła nomenklaturę roku i wersji. Została nazwana AX, jednakże powszechnie znana była jako AX7. Aktualizacja przyniosła istotnie zmiany, najważniejszą z nich był zupełnie nowy interfejs użytkownika obsługiwany przez klienta HTML5 opartego na przeglądarce. Początkowo dostępna była jako aplikacja hostowana w chmurze. Wersja ta dostępna była tylko kilka miesięcy, ponieważ Dynamics AX został przemianowany na Microsoft Dynamics 365 for Operations w październiku 2016 r., a następnie na Dynamics 365 for Finance and Operations w lipcu 2017 r. Dostępna jest także dodatkowa wersja koncentrująca się na handlu detalicznym znana pod nazwą Dynamics 365 for Retail, której cena licencji różni się od tej dla Dynamics 365 for Finance and Operations.

### Centra rozwoju
MDCC lub Microsoft Development Center Copenhagen było niegdyś głównym centrum rozwoju Dynamics AX. MDCC ma swoją siedzibę w Kongens Lyngby, gdzie zlokalizowane są również siedziby Microsoft Dynamics NAV i kilku innych produktów z rodziny Microsoft Dynamics. Microsoft Denmark również znajduje się w tym samym budynku. Microsoft zatrudnia około 900 osób z około 40 różnych narodowości w Danii. Oprócz MDCC, Microsoft realizuje rozwój AX w Bellevue w Waszyngtonie, Fargo w Dakocie Północnej w USA; Moskwie w Rosji; Szanghaju w Chinach i w Pakistanie.

## MorphX i X ++
MorphX jest zintegrowanym środowiskiem programistycznym dostępnym w Microsoft Dynamics AX, którego programista używa do graficznego projektowania typów danych, wyliczeń bazowych, tabel, zapytań, formularzy, menu i raportów.
Niestandardowe tworzenie i modyfikowanie AX odbywa się za pomocą własnego IDE (integrated development environment), MorphX, które znajduje się w tej samej aplikacji klienckiej, do której zwykły użytkownik ma dostęp, umożliwiając rozwój na dowolnym kliencie klienta. Od wersji Dynamics AX 2012, rozwój można również przeprowadzić w Microsoft Visual Studio 2010 za pomocą wtyczki Visual Studio.
MorphX używa odwołań do obiektów łączących, więc zmiany na przykład w typach nazw pól automatycznie aktualizują każdy obiekt, który używa tych nazw pól (takich jak formularze lub raporty). Co więcej, zmiany wprowadzone przez MorphX pokazują się w aplikacji natychmiast po kompilacji.
Microsoft Dynamics AX oferuje również wsparcie dla systemów kontroli wersji (VCS) zintegrowanych z IDE, co ułatwia współpracę programistyczną. Inne narzędzie przekształca struktury tabel i struktury klas w diagramy w programie Microsoft Visio. Rzeczywista implementacja ogranicza praktyczne wykorzystanie obu tych funkcji.
Sam X ++ jest językiem programowania MorphX i używa się w nim nawiasów klamrowych i klas operatorów tak jak w innych językach programowania takich jak C # lub Java. Jest to język oparty na obiektach i klasach. X ++ wywodzi się z języka C ++ (oba nie mają na przykład słowa kluczowego finally).